# 基特雷爾 (北卡羅萊納州)
基特雷爾（英語：Kittrell）是一個位於美國北卡羅萊納州萬斯縣的城鎮。

## 人口
根據2020年美國人口普查的數據，基特雷爾的面積為0.54平方千米，皆為陸地。當地共有人口132人，而人口密度為每平方千米244人。